# Magherafelt
Magherafelt (irl. Machaire Fíolta) – miasto w Wielkiej Brytanii (Irlandia Północna; w Hrabstwie Londonderry). Według danych ze spisu ludności w 2011 roku liczyło 8805 mieszkańców – 4284 mężczyzn i 4521 kobiet.